# 薛顗
薛顗（？—688年），薛瓘的長子，母城阳公主，薛紹之兄。
封河東縣侯、濟州刺史，與博州刺史琅琊王李沖有交誼。後武則天稱帝，李沖將舉兵討伐武則天，並寫信給薛顗，希望他參加。薛顗積極招兵買馬，響應李沖起兵。事敗，武則天下令將薛顗處死。薛紹也被牽連，卒於獄中。